# Angus Eve
Angus Anthony Eve (ur. 23 lutego 1972 w Carenage) – piłkarz pochodzący z Trynidadu i Tobago. Grał na pozycji pomocnika. Jest rekordzistą pod względem ilości spotkań rozegranych w meczach reprezentacji Trynidadu i Tobago.

## Kariera reprezentacyjna
W reprezentacji Trynidadu i Tobago zadebiutował 4 kwietnia 1994, podczas spotkania rozgrywanego w ramach Pucharu Karaibów przeciwko Barbadosowi. Szybko stał się ważną postacią w drużynie. Przez całą karierę rozegrał 117 spotkań w kadrze i zdobył 34 bramki. Zrezygnował z dalszych występów w drużynie narodowej w 2006 roku, gdy nie znalazł się w składzie na Mistrzostwa Świata w 2006 roku. Zawiesił również swoje dalsze występy w drużynach klubowych i rozpoczął pracę trenera. Na początku pracował jako asystent byłego reprezentanta Anglii Terry’ego Fenwicka w klubie San Juan Jabloteh. W kwietniu 2009 został asystentem trenera w klubie Ma Pau.